# Abogacía General del Estado
La Abogacía General del Estado de España es el órgano administrativo de la Administración General del Estado, integrado en el Ministerio de la Presidencia, Justicia y Relaciones con las Cortes, responsable de dirigir los servicios que prestan asistencia jurídica al Estado y a otras instituciones públicas. El titular de la Abogacía General, con nivel orgánico de subsecretario, dirige el Servicio Jurídico del Estado, formado por funcionarios del Cuerpo de Abogados del Estado. 
El abogado general del Estado es nombrado por el rey de España a propuesta del ministro de Justicia, previa deliberación del Consejo de Ministros. Para ser nombrado abogado general hay que ser de antemano abogado del Estado. En los casos de vacante, ausencia o enfermedad, el ministro de Justicia es responsable de decidir quién lo suple; de no hacerlo, la ley establece que lo harán los directores generales por el orden establecido en el Reglamento de la Abogacía General del Estado. Desde junio de 2024 el abogado general del Estado es David Vilas Álvarez.

## Historia
La Abogacía General del Estado ha recibido muchos nombres desde su creación. En 1849, año de creación de la Abogacía del Estado moderna, recibió la denominación de Dirección General de lo Contencioso. En origen estaba integrada en el Ministerio de Hacienda, pues es heredera de aquellos asesores jurídicos que prestaban sus servicios en ese departamento y en el Tesoro Público. Mantuvo esta denominación hasta 1854, cuando empezó a ser llamada Asesoría General del Ministerio de Hacienda (en referencia directa su predecesora inmediata, la Asesoría de la Superintendencia General de Hacienda que se creó en 1687) pero, en 1877, volvió a recuperar su denominación tradicional, llamándose Dirección General de lo Contencioso del Estado.
Desde sus inicios en el Ministerio de Hacienda, se exigía que sus miembros fueran «letrados, versados en la ciencia administrativa, en la legislación y en la práctica de los negocios de los diversos ramos de la Hacienda pública». Sus funciones se limitaban al ámbito de este Ministerio y era responsable de emitir informes jurídicos y supervisar las acciones de los abogados ante los tribunales para defender los intereses del Tesoro Real.
En 1881 se crea el Cuerpo de Abogados del Estado.
A partir de 1985, se llamó Dirección General del Servicio Jurídico del Estado y se transfirió al Ministerio de Justicia, departamento que asumió las competencias en materia de asesoramiento legal a la Administración. Desde el año 2000, se hace oficial la denominación de Abogacía General del Estado-Dirección del Servicio Jurídico del Estado o, de forma simplificada, Abogacía General del Estado.
A finales de 2022, esta simplificación se hizo oficial con la aprobación de un nuevo real decreto que reemplazó de forma definitiva los términos «Dirección del Servicio Jurídico del Estado» y «Abogacía General del Estado-Dirección del Servicio Jurídico del Estado» por «Abogacía General del Estado».

## Funciones
En concreto, a la Abogacía General del Estado le compete:
- El asesoramiento jurídico a la Administración General del Estado y a sus organismos autónomos, así como, cuando proceda normativa o convencionalmente, a las demás entidades que integran el sector público institucional estatal.
- El asesoramiento, cuando lo solicite el Gobierno o cualquiera de sus miembros, sobre la constitucionalidad de los anteproyectos y proyectos de disposiciones generales de cualquier rango que hayan de someterse a la aprobación de aquél o sobre las disposiciones generales o resoluciones de las comunidades autónomas que sean susceptibles de impugnación ante el Tribunal Constitucional.
- El informe en derecho de los anteproyectos de ley y proyectos de disposiciones generales cuando sean sometidos a su consulta, o cuando afecten o puedan afectar a la Abogacía General del Estado, su organización, funcionamiento y régimen de actuaciones.
- La formulación de recomendaciones sobre la aprobación o modificación de disposiciones normativas o sobre la adopción de otras medidas, así como la elaboración de los anteproyectos normativos que le sean encargados o que promueva.
- La representación y defensa de la Administración General del Estado, de sus organismos autónomos y de los órganos constitucionales así como, cuando proceda normativa o convencionalmente, de las demás entidades que integran el sector público institucional estatal ante cualesquiera jurisdicciones y órdenes jurisdiccionales.
- La representación y defensa, en los procedimientos seguidos ante el Tribunal Constitucional, de la Administración General del Estado, de sus organismos autónomos y de los órganos constitucionales, así como, cuando proceda, normativa o convencionalmente, de las demás entidades que integran el sector público institucional estatal.
- La representación y defensa del Reino de España ante el Tribunal Europeo de Derechos Humanos, así como el estudio y presentación de informes o memorias ante los distintos órganos del Consejo de Europa, en particular ante el departamento de ejecución de sentencias del Comité de Ministros del Consejo de Europa en relación con la ejecución de las sentencias del mencionado Tribunal.
- La representación y defensa del Reino de España ante cualesquiera órganos internacionales con competencias en materia de salvaguarda de los derechos humanos, de conformidad con lo establecido en los tratados internacionales suscritos por el Reino de España.
- La asistencia jurídica en materia de Derecho de la Unión Europea y la representación y defensa del Reino de España ante los órganos jurisdiccionales de la Unión Europea.
- La representación y defensa del Reino de España ante la Corte Penal Internacional y ante cualesquiera tribunales, órganos y organismos internacionales o supranacionales, o constituidos en virtud de tratados internacionales en los que aquél sea parte, en cualesquiera procedimientos jurisdiccionales, arbitrales o extrajudiciales.
- El asesoramiento, así como la representación y defensa en juicio de las comunidades autónomas, de las corporaciones locales y de las entidades que integran el sector público institucional autonómico y local, ante cualesquiera jurisdicciones y órdenes jurisdiccionales, cuando se haya celebrado convenio de asistencia jurídica con ese objeto.
- Cualquier actuación relacionada con la representación y defensa de la Administración General del Estado, de los órganos constitucionales y, en su caso, de las comunidades autónomas, de las corporaciones locales y de las entidades que integran el sector público institucional estatal, autonómico y local, cuando así corresponda normativa o convencionalmente, ante cualesquiera jurisdicciones o procedimientos prejudiciales, judiciales, arbitrales o extrajudiciales en el extranjero.
- El informe de los expedientes que se incoen para declarar lesivos a los intereses públicos los actos de la Administración General del Estado, de sus organismos autónomos o de las demás entidades del sector público institucional estatal a las que preste asistencia jurídica la Abogacía General del Estado, a efectos de la interposición, en su caso, del correspondiente recurso contencioso-administrativo, así como de los expedientes para el pago de costas a que fueran condenadas las mismas entidades, cuando se suscite controversia.
- El mantenimiento del principio de unidad de doctrina, formulando criterios generales de asistencia jurídica para los órganos y unidades que integran la Abogacía General del Estado, los Abogados del Estado, las personas habilitadas como sustitutos de los mismos y el restante personal de aquélla.
- El establecimiento de los criterios de actuación a seguir por los Abogados del Estado y el restante personal de la Abogacía General del Estado, derivados de los principios deontológicos vinculados al ejercicio de la abogacía, y, en su caso, de la procura, así como la resolución de las dudas que puedan suscitarse sobre la aplicación de estos principios deontológicos.
- La promoción de trabajos de investigación y la organización de actividades que tengan por finalidad el conocimiento y difusión de materias y cuestiones jurídicas de ámbito nacional o internacional, así como la organización de actividades de formación y perfeccionamiento del personal de la Abogacía General del Estado, en coordinación, en su caso, con el Centro de Estudios Jurídicos, el Instituto Nacional de Administración Pública y otros centros de formación.
- La gestión económica, financiera y presupuestaria de la Abogacía General del Estado, así como la administración y gestión del Cuerpo de Abogados del Estado y cualesquiera otras funciones dentro del ámbito económico-financiero y de personal que no estén atribuidas a otros órganos superiores por el ordenamiento jurídico.
- La propuesta de resolución de los procedimientos para la provisión de puestos de trabajo de la Abogacía General del Estado, reservados a funcionarios pertenecientes al Cuerpo de Abogados del Estado.
- La inspección de los órganos y unidades que integran la Abogacía General del Estado y, en su caso, el ejercicio de la potestad disciplinaria.
- El ejercicio de las restantes funciones que le atribuya el ordenamiento jurídico.

## Estructura
Dependen de la Abogacía General del Estado-Dirección del Servicio Jurídico del Estado los siguientes órganos:
- La Dirección General de lo Consultivo, que dirige y establece los criterios generales para las unidades responsables del asesoramiento a los distintos órganos y organismos de la Administración, así como presta asesoramiento directo a los órganos centrales de la Administración General del Estado y, en su caso, a las entidades del sector público institucional estatal que tuvieran su sede en la Comunidad Autónoma de Madrid.
- La Dirección General de lo Contencioso, que dirige y establece los criterios generales de las unidades responsables de la representación y defensa en juicio de la Administración, así como representarla directamente cuando los procedimientos se lleven a cabo en la Comunidad Autónoma de Madrid o le fueren encomendados por resolución del Abogado General del Estado.
- La Dirección Adjunta de Medios Personales y Materiales de la Abogacía General del Estado, responsable de las políticas de recursos humanos, materiales y económicos de la Abogacía General.
- La Subdirección General de Asuntos Constitucionales y Derechos Humanos, responsable de la representación y defensa del Estado y de sus organismos y demás entidades públicas ante el Tribunal Constitucional y Tribunal Europeo de Derechos Humanos; del mismo modo, presta asesoramiento sobre todo tipo de cuestiones procesales o de fondo, de anteproyectos y proyectos de disposiciones de cualquier rango, e informes, observaciones y memorias que corresponda en los procedimientos ante los mencionados tribunales.
- La Subdirección General de Asuntos de la Unión Europea e Internacionales, responsable de la dirección jurídica y la representación y defensa del Reino de España ante los órganos jurisdiccionales de la Unión Europea, y ante la Corte Penal Internacional. Asimismo, le corresponde la asistencia jurídica en materia de Derecho de la Unión Europea, prestando especial asistencia a la Representación Permanente de España ante la Unión Europea.
- La Subdirección General de Auditoría Interna y Gestión del Conocimiento, a la que corresponde la coordinación de las relaciones entre las Abogacías del Estado que desempeñen funciones consultivas y las Abogacías del Estado que desempeñen funciones contenciosas; la dirección y coordinación de las relaciones con las entidades a las que el Servicio Jurídico del Estado preste asistencia jurídica en virtud de convenio; la dirección, coordinación y gestión económica de las costas procesales a favor del Estado, así como las demás funciones de coordinación que el titular de la Dirección del Servicio Jurídico del Estado le encomiende, y la función de inspección o auditoría de la Abogacía General del Estado y sus unidades y Abogados del Estado dependientes.
- El Gabinete Técnico, que presta apoyo y auxilio al abogado general en sus funciones.
- Las Abogacías del Estado en las comunidades y ciudades autónomas, que prestan asesoramiento, representación y defensa a los órganos de la Administración General del Estado que ejerzan funciones en dichos ámbitos territoriales.

Se integran también en la Abogacía General del Estado los órganos y unidades dependientes de los órganos enumerados anteriormente. Asimismo, existe un Comité de Dirección y un Comité de Coordinación Territorial como órganos de apoyo al Abogado General del Estado.